# OUB Centre
Overseas Union Bank Centre zkráceně OUB Centre nebo také One Raffles Place Tower 1 je vyšší mrakodrap komplexu One Raffles Place v Singapuru. Má 63 nadzemních a 4 podzemní podlaží. Konstrukční výška typického podlaží je 4 m a celková výška stavby je 280 metrů. Výstavba probíhala v letech 1982–1986 podle projektu společnosti Tange Associates a vyžádala si investice ve výši 184 057 716 dolarů. Po jeho dokončení se stal nejvyšší budovou stojící mimo Severní Ameriku. Pravidla singapurského leteckého úřadu povolují maximální výšku staveb 280 m, proto se v současnosti dělí o post nejvyšší budovy města společně se stejně vysokými Republic Plaza a United Overseas Bank Plaza One (UOB Plaza One). Je tvořen 8 patrovou podnoží a hlavní částí ze dvou trojúhelníkových vzájemně oddělených konstrukcí, které umožňují mít vnitřní prostory bez nosných sloupů. V nadzemní části se nachází převážně kancelářské prostory, v podzemní pak maloobchodní prostory, garáže a přístup do stanice metra.